# Alessio Cragno
Alessio Cragno (Fiesole, 28 de junho de 1994) é um futebolista profissional italiano que atua como goleiro. Atualmente joga pelo Sassuolo, emprestado pelo Cagliari.

## Carreira

### Brescia
Alessio Cragno se profissionalizou no Brescia, em 2012, no clube permaneceu até 2014, fazendo 32 participações.

### Cagliari
Alessio Cragno se transferiu para o Cagliari Calcio, em 2014.